# Europa (album)
Europa è il terzo album in studio del gruppo musicale futurepop svedese Covenant, pubblicato nel 1998.

## Tracce
1. Tension – 4:50
2. Leviathan – 5:19
3. 2D – 4:42
4. Wind of the North – 4:33
5. Riot – 4:37
6. I Am – 5:30
7. Final Man (Version) – 4:52
8. Go Film – 5:04
9. Wall of Sound – 7:32